# Bijnor (distrikt)
Bijnor (hindi: बिजनौर ज़िला, urdu: بجنور ضلع) er et distrikt i den indiske delstat Uttar Pradesh. Distriktets hovedstad er Bijnor.

## Demografi
Ved folketællingen i 2011 var der 3,683,896 indbyggere i distriktet, mod 3,131,619 i 2001. Den urbane befolkningen udgør 25,13 % af befolkningen.
Børn i alderen 0 til 6 år udgjorde 14,91 % i 2011 mod 19,66 % i 2001. Antallet af piger i den alder per tusinde drenge er 905 i 2011.